# Blankenfelde (Blankenfelde-Mahlow)
Blankenfelde ist ein Ortsteil der amtsfreien Gemeinde Blankenfelde-Mahlow im Landkreis Teltow-Fläming im Land Brandenburg. Blankenfelde war bis zum 25. Oktober 2003 eine selbständige Gemeinde.

## Lage
Die Gemeinde Blankenfelde-Mahlow grenzt im Norden mit dem Ortsteil Mahlow an Berlin-Lichterfelde. Blankenfelde liegt südwestlich von Mahlow und grenzt im Westen an Diedersdorf, einem Ortsteil der Gemeinde Großbeeren. Südlich liegt der Blankenfelde-Mahlower Ortsteil Jühnsdorf, östlich der weitere Ortsteil Dahlewitz. Er trennt Blankenfelde vom fünften Ortsteil Groß Kienitz.

## Geschichte und Etymologie

### 14. bis 15. Jahrhundert

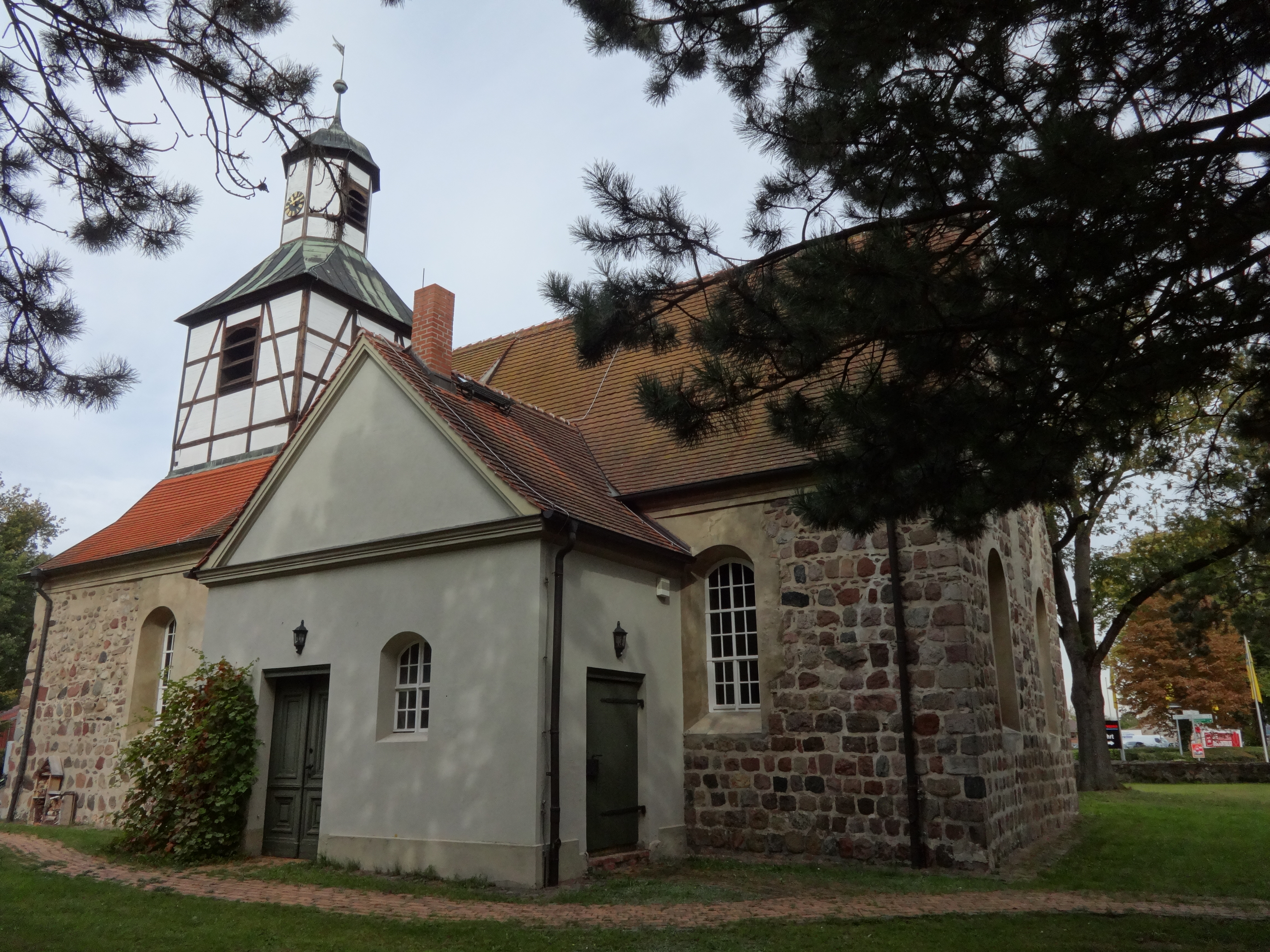
Dorfkirche Blankenfelde

Die Gemeinde gibt auf ihrer Webseite an, dass sich der Name aus dem Slawischen ableitet und so viel wie „Ansiedlung im Tal“ oder „Ansiedlung auf freiem, lichtem Gelände“ bedeutet. Erstmals urkundlich erwähnt wurde Blankenfelde im Landbuch Karls IV. im Jahr 1375. Das Angerdorf war zu dieser Zeit 50 Hufen groß, davon besaß der Pfarrer drei Hufen. Die Herren von der Liepe konnten auf 14 freie Hufen zurückgreifen, während die übrigen Einwohner, darunter 15 Kötterhöfe Abgaben zahlen mussten. Es gab weiterhin einen Krug sowie eine Mühle. Das Vorhandensein der Pfarrhufen korrespondiert mit der Angabe im Dehio-Handbuch, dass die Dorfkirche bereits in der zweiten Hälfte des 13. Jahrhunderts errichtet worden war. Die Familie von der Liepe hielt das Ober- und das Untergericht sowie das Kirchenpatronat inne und leistete Wagendienste. Pacht, Zins und Bede wurden 1375 von allen Hufen erhoben, später nur über Teile von Blankenfelde. 1416 war der Anteil derer von Liepe auf 10 Hufen angewachsen. 1450 erschien die Familie Röbel mit 13,5 Hufen sowie vor 1450 die Familie von Milow mit weiteren 6,5 freien Hufen. Die Besitzverhältnisse blieben komplex, denn 1451 hielt die Familie derer von Hake weitere 13,5 Hufen sowie vor 1451 die Familie von Flans zu Altglienicke und Großmachnow 28 Hufen. Sie erhielten zwei Anteile an der Ober- und Untergerichtsbarkeit sowie am Patronat. Zur gleichen Zeit waren zwei Kötterhöfe wüst. 1480 war die Gemarkung insgesamt 53 Hufen groß. Der Pfarrer hielt davon mittlerweile vier Hufen, die von Liepe 8,5, die Familie Röbel 13,5 und die Familie Milow 6,5. Vier Hufen lagen wüst, die übrigen 31 zahlten Zinsen. Es gab weiterhin einen Krug sowie eine Mühle. Die von Milow übergaben ihren Anteil 1484 an die von Schlabrendorff zu Beuthen. Die Familie erhielt 6,5 freie Hufe sowie ein Viertel des Patronats. 1488 beleiht Kurfürst Johann Schlabrendorf-Beuthen mit den Lehnsbesitzungen des verstorbenen Curt (von) Milow.

### 16. und 17. Jahrhundert

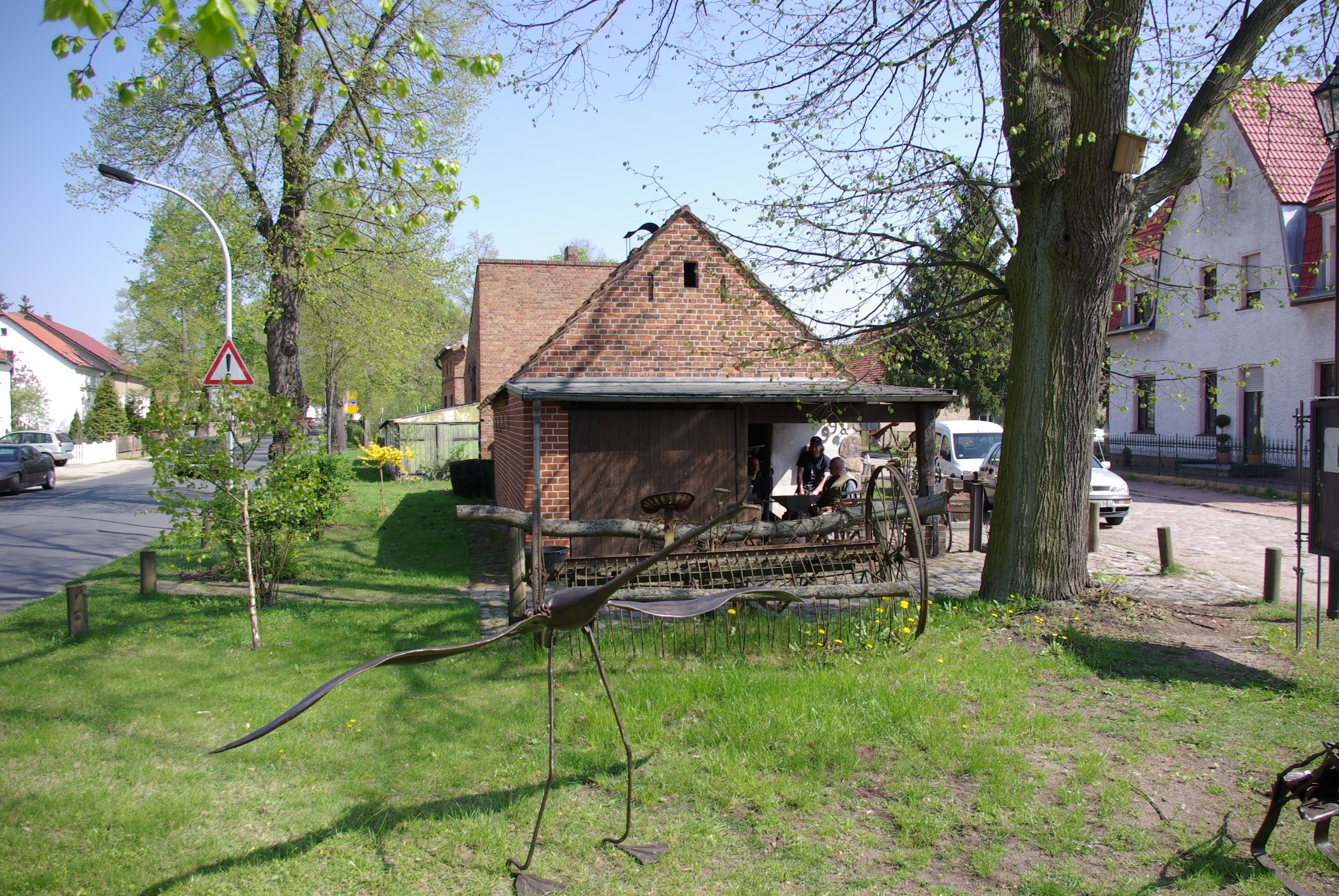
Schmiede von 1540

Die Familie von Flans hielten 28 Hufen und erhielten zwei Teile am Ober- und Untergericht sowie am Patronat. Neben dem Müller gab es erstmals einen Schmied. 1553 erschienen erstmals zwei Schäfereien in den Dokumenten. Eine gehörte neben einem Vorwerk im Jahr 1570 der Familie Schlabbrendorff, die andere der Familie der von Flans. Der Hof derer von Liepe war weiterhin 8,5 Hufen groß und verfügte über eine Windmühle (1565 und 1620). Der verbleibende Anteil der von Milow wurde 1570 an einen Bürger Eggert zu Berlin übertragen, der ihn jedoch nur bis 1577 hielt. Anschließend übernahmen die von Hake bis 1652 auch diese Anteile. 1621 kam als weitere Familie die von Borgsdorff in den Ort, die als Erben über einen Anteil von Blankenfelde als „Zubehör“ von Großmachnow verfügten. 1624 gab es im Ort 11 Hufner, acht Kötter (einschließlich des Müllers), einen Pachtschäfer, einen Hirten und einen Laufschmied. Von einem Hof gingen drei Hufen ab, die von einem A. Hacke freigewilligt wurden. Der Dreißigjährige Krieg führte auch in Blankenfelde zu erheblichen Verwüstungen. 1652 lebten lediglich noch drei Bauern mit einem Knecht und einem Jungen im Ort. Die Dokumente verzeichneten weiterhin drei Kötter sowie einen Stiefsohn. Nach dem Krieg gingen die Borgsdorffschen Anteile an die von Schlabrendorff über. Sie hielten bis 1692 insgesamt 28 Hufen mit zwei Teilen am Ober- und Untergericht sowie die Schäferei.

### 18. bis 19. Jahrhundert

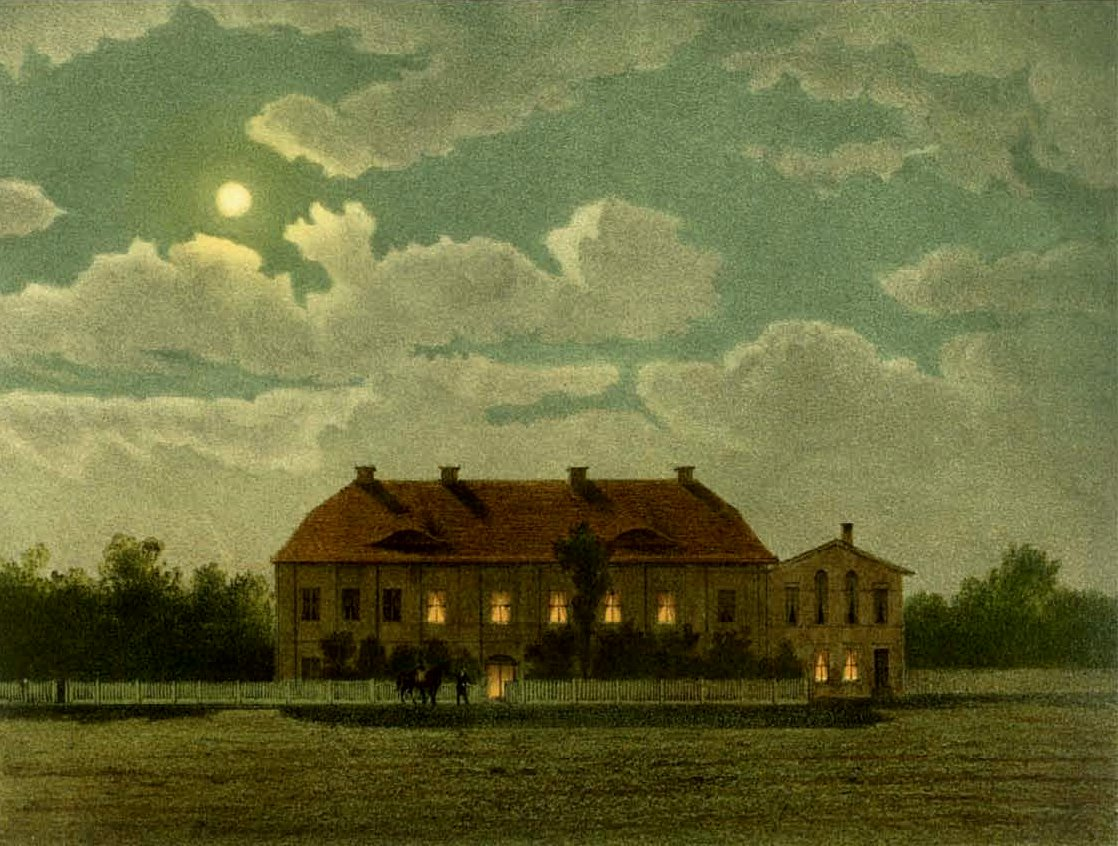
Gut Blankenfelde 1857/58. Nach Alexander Duncker.

1711 gab es sechs bewohnte Hufner sowie sechs bewohnte Kötter. Im Ort arbeiteten ein Laufschmied, ein Müller, ein Hirte, ein Knecht, ein Schäfer sowie ein großer und ein kleiner Knecht, ein Junge und ein Paar Hausleute. Erstmals erschien ein Rittergut. 1745 gab es sechs Bauern und sechs Kötter, einen Krug und eine Windmühle. Aus dem Jahr 1771 sind 16 Giebel (=Wohnhäuser) bekannt. Es gab einen Müller, einen Schmied, einen Hirten, einen Schäfer, einen Großknecht, einen Mittelknecht und einen Kleinknecht. Sie alle zahlten für insgesamt 29 Hufen je acht Groschen Zins.
1800 übernahm ein Baron von Eckardstein den Liepschen Anteil und hielt ihn bis 1824. Im Jahr 1801 war der Ort auf vier Ganzbauern, zehn Ganzkötter, elf Einlieger sowie eine Schmiede, einen Krug und eine Windmühle angewachsen. Erstmals erschien ein Förster, der 200 Morgen Holz bewirtschaftete. Das Gut war zu dieser Zeit 28 Hufen groß, hinzu kamen 30 Ritterhufen mit insgesamt 30 Feuerstellen (=Haushalte). Blankenfelde gehörte seit 1817 zum Kreis Teltow in der preußischen Provinz Brandenburg. Von 1824 bis nach 1864 war ein Graf von Haeseler Besitzer über Dorf und Rittersitz. Eduard Graf von Haeseler war Hauptritterschaftsdirektor, also Leiter des Kreditwesens für große Landwirtschaftsbetriebe am Kur- und Neumärkisches Ritterschaftliches Kreditinstitut, und Rittmeister a. D. sowie preußischer Kammerherr. 1840 existieren in Dorf und Rittergut 31 Wohnhäuser. 1849 wechselte die Gerichtsbarkeit vom Patrimonialgericht unter Mittenwalde an das Kreisgericht Berlin. 1858 lebten 15 Hofeigentümer und ein Pächter mit 50 Knechten und Mägden sowie 54 Tagelöhnern im Ort. Es gab 12 nebengewerbliche Landwirte mit sechs Knechten und Mägden, weiterhin 29 Arbeiter und neun Bediente. Insgesamt existieren in Blankenfelde 27 Besitzungen. Das Rittergut war dabei mit 2894 Morgen mit Abstand die größte Besitzung. 13 weitere waren 30 bis 300 Morgen groß (zusammen 1225 Morgen), neun weitere zwischen 5 und 30 Morgen (insgesamt 212 Morgen) und vier unter 5 Morgen (zusammen 14 Morgen). Blankenfelde zählte zu dieser Zeit vier Arme. 1860 bestand Blankenfelde im Dort aus 33 Wohngebäuden sowie 49 Wirtschaftsgebäuden, darunter eine Getreidemühle. Außerdem gab es drei öffentliche Gebäude. Insgesamt wurden 4365 Morgen bewirtschaftet: 2248 Morgen entfielen dabei auf Ackerflächen, 1093 Morgen Wald, 582 Morgen Wiese, 400 Morgen Weide, 22 Morgen Gartenland und 20 Morgen Gehöfte. Im Rittergut gab es insgesamt 13 Wohngebäude sowie 7 Wirtschaftsgebäude, darunter eine Brennerei. 1873 kam es zu einem Besitzerwechsel des den Ort prägenden Rittergutes. Der kurz zuvor in den Adelsstand berufene Verlagsbuchhändler Ludwig Schaefer (1819–1887) wurde 1865 als Ludwig von Schaeffer-Voit nobilitiert, in seltener Form der Berechtigung den Nachnamen seiner Ehefrau anzufügen. Er soll sein Vermögen u. a. im Verlagswesen und im Grundstücksgeschäft verdient haben, war zuletzt Geheimer Kommerzienrat und wurde Gutsherr auf Blankenfelde und Glasow. 1896 werden für das Rittergut 766 ha in Zahlen ausgewiesen. Eigentümer sind die Ludwig von Schaeffer-Voit’schen Erben. Von 1879 bis 1906 war das Amtsgericht Berlin II für den Ort zuständig.

### 20. Jahrhundert

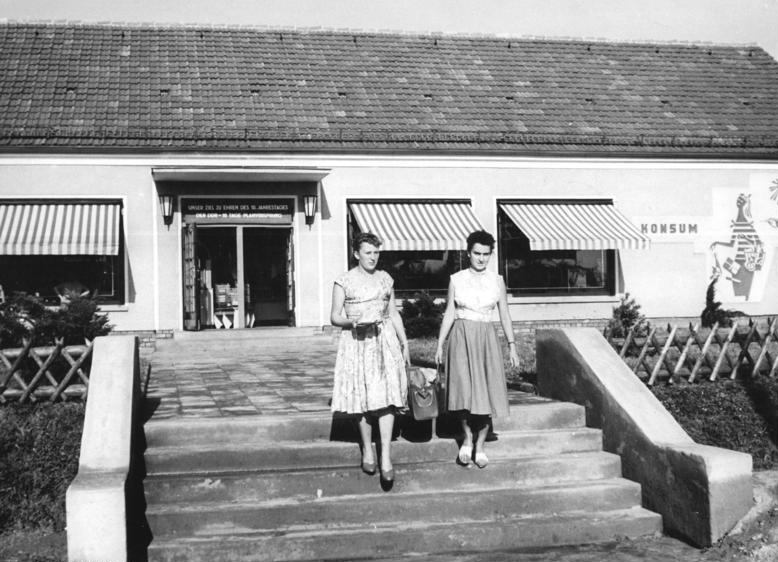
Konsum in Blankenfelde, 1959

Im Jahr 1900 gab es im Dorf 51 Häuser, die 475 Hektar Land bewirtschafteten sowie acht weitere Häuser im Rittergut, die 766 Hektar bewirtschafteten. 1906 wechselte die Gerichtsbarkeit erneut und lag bis 1945 beim Amtsgericht Berlin-Tempelhof. Im Ersten Weltkrieg entstand im Gutshaus ein Lazarett. Nach einer Volkszählung lebten Mitte der 1920er Jahre im Ort direkt 625 Personen. Im Gutsbezirk wohnen 144 Personen, darunter die Gutsbesitzerin Clara Gräfin Wartensleben, geborene von Schaeffler-Voit (1856–1939), einzig überlebende Nachfahrin des genannten Kommerzienrates. Ihr zweiter Mann Graf Alexander Wartensleben-Schwirsen war General der Kavallerie. 1928 wurde das Rittergut mit der Gemeinde vereinigt und im Oktober des Jahres durch die Süd-Berlin Bodenaktiengesellschaft ersteigert, parzelliert und vornehmlich an Berliner Siedler verkauft. Das ein Jahr später letztmals amtlich publizierte Brandenburgische Güteradressbuch nennt als Gesamtausgangsgröße noch 667 ha. Ein weiterer Käufer ist die Gagfah, die in den 1930er Jahren eine größere Siedlung errichtete. Blankenfelde war aber nach wie auch landwirtschaftlich geprägt. So wurden 1931 noch 1257 Hektar bewirtschaftet. 1939 gab es einen Betrieb, der mehr als 100 Hektar bewirtschaftete. 12 weiteren Betrieben standen 20 bis 100 Hektar, acht Betrieben 10 bis 20 Hektar, sechs Betrieben fünf bis 10 Hektar sowie 34 Betrieben 0,5 bis fünf Hektar zur Verfügung. Blankenfelde profitiere von der Nähe zu Berlin und die Einwohnerzahl stark an: Von 288 Personen im Jahr 1840 auf 742 im Jahr 1925. Im Jahr 1932 gab es in der Gemeinde die Wohnplätze Mahlower Ausbau, Siedlung Block Blankenfelde an der Dahlwitzer Chaussee, Siedlung Block C an der Jühnsdorfer Chaussee sowie die Siedlung Eigenes Heim und Siedlung Glasower Block.
Nach dem Ende des NS-Staats fand schon im November 1945 in der Blankenfelder Karl-Liebknecht-Schule die „Kunstausstellung des Kreises Teltow. Bezirk III“ statt, an der sich 13 bildende Künstler beteiligten.
Das Gutshaus wurde auf der Grundlage des SMAD-Befehls Nr. 209 abgerissen. 147 Hektar wurden enteignet und davon 116 Hektar aufgeteilt. Es entstanden 326 landwirtschaftliche Betriebe, die zusammen gerade einmal 47 Hektar bewirtschaften sollten. Weitere 20 Betriebe hatten zusammen 26 Hektar erhalten und fünf Betrieben standen 33 Hektar zur Verfügung. Ein weiterer Betrieb erhielt 10 Hektar. Die starke Zersplitterung führte auch in Blankenfelde dazu, dass sich 1953 eine LPG vom Typ I mit zunächst nur sechs Mitgliedern und 37 Hektar landwirtschaftlicher Nutzfläche gründete. Sie wurde 1954 in eine LPG Typ III umgewandelt. 1950 gab es in der Gemeinde den Wohnplatz Kolonie Wildwest; der Ort erhielt einen eigenen Bahnhof. Im Jahr 1952 kam Blankenfelde zum Kreis Zossen im DDR-Bezirk Potsdam. 1956 gründete sich der VEB Pharma Blankenfelde mit 99 Beschäftigten. 1961 hatte die LPG Typ III bereits 117 Mitglieder und bewirtschaftete 992 Hektar Fläche. Hinzu kam eine LPG Typ I mit 25 Mitgliedern und 90 Hektar Fläche. Die LPG Typ III schloss sich 1960 mit der LPG Typ III in Mahlow zusammen. 1966 folgten die LPGn Typ I in Blankenfelde und Diedersdorf, die in der LPG Typ III Blankenfelde-Mahlow aufgingen. Von wirtschaftlicher Bedeutungen waren auch die 1973 gegründeten VEB Elektrogeräte, die VEB Fliesenleger und Plattenbau Zossen, die VEB Wärmetechnik Zossen, die PGH Fernseh-Radio Berlin mit dem Bereich Tischlerei sowie einige Gartenbaubetriebe. In der Nacht vom 7. auf dem 8. Mai 1978 kam es in der Kirche zu einem technischen Defekt, der zu einem vernichteten Brand führte. Das Bauwerk wurde neu aufgebaut und im Jahr 1981 der Kirchengemeinde wieder übergeben.
Nach der Wende verlegte im Januar 1992 die Amtsverwaltung ihren Sitz nach Blankenfelde. 1993 kam Blankenfelde mit der Kreisgebietsreform zum Landkreis Teltow-Fläming. Die Gemeinde Blankenfelde-Mahlow entstand am 26. Oktober 2003 durch den Zusammenschluss der fünf vorher selbstständigen Gemeinden Blankenfelde, Dahlewitz, Groß Kienitz, Jühnsdorf und Mahlow.

## Bevölkerungsentwicklung
| Jahr      | 1624 | 1734 | 1772 | 1800 | 1817 | 1840 | 1856 | 1871 | 1880 | 1900 | 1910 | 1925 | 1933 | 1936 | 1946 | 1964 | 1971 | 1994 | 2000  | 2010  | 2014  | 2020  |
| Einwohner | 136  | 166  | 204  | 181  | 162  | 288  | 383  | 479  | 537  | 575  | 729  | 759  | 1373 | 2770 | 6667 | 6811 | 7177 | 7800 | 10000 | 10764 | 10924 | 11929 |

## Politik

### Bürgermeister
- vor 1895–1904: Johann Karl August Lehmann
- 1904–1918: Carl Krüger
- 1918–1919: Hermann Krüger
- 1919–1924: Bernhard Lau
- 1924–1930: Hermann Schulze
- 1930– ?  : Wilhelm Ziedrich
- ? –1939: Albrecht Hüppe
- 1939–1945: August Balz
- 1945:      Wilhelm Grunwald (SPD)
- 1945–1946: Otto Brugger (KPD)
- 1946–1952: Karl See (CDU)
- 1952–1953: Lindner (CDU)
- 1953–1961: Müller (SED)
- 1961–1963: Heinz Schmidt (SED)
- 1963–1972: Herta Patzer (DBD)
- 1972:      Johannes Gehlsdorf
- 1972–1976: Jutta-Maria Lenk
- 1976–1980: Ursula Beyer
- 1980–1981: Eva Manzke
- 1981–1983: Horst Wolf (SED)
- 1983–1984: Inge Krumpach
- 1984–1990: Horst Wolf (SED)
- 1990–1995: Dietmar Klemt (SPD)
- 1995–1998: Dieter Klein (SPD)
- 1998–2003: Bernd Habermann (SPD)
- ab 2003: Teil der Gemeinde Blankenfelde-Mahlow

## Wappen
Das Wappen zeigt einen roten Löwen mit einem goldenen Schild mit blankem Feld und erinnert an die Herren von Liepe. Darunter ist ein Sparren, der als heraldisches Siedlungssymbol auf die Entwicklung des Ortes hinweist.

## Sehenswürdigkeiten und Kultur
- Die Dorfkirche Blankenfelde entstand im 13. Jahrhundert und wurde im 14. Jahrhundert erweitert.
- Landschaftsschutzgebiet Diedersdorfer Heide und Großbeerener Graben
- Glasowbachniederung

## Söhne und Töchter des Ortes, weitere Persönlichkeiten
- Karl Friedrich August Kühns, (1808–1888), Pädagoge, in Blankenfelde geboren
- Helene von Hülsen, geborene Gräfin von Haeseler (1829–1892), Schriftstellerin und Salonnière, in Blankenfelde geboren
- Manfred Görg, (1938–2012), katholischer Theologe und Ägyptologe, in Blankenfelde geboren
- Günther Feustel, (1924–2011), Lehrer, Autor und Schöpfer der Figur Pittiplatsch
- Ingeborg Feustel, (1926–1998), Schriftstellerin und Schöpferin der Figur Pittiplatsch
- Bernd Heimberger, (1942–2013), Schriftsteller, Literaturkritiker, Essayist, Heimatforscher und Kommunalpolitiker
- Jan Skuin, (1943–2018), Metallkünstler
- Jan-Michael Feustel, (1951–2009), Mathematiker, Heimatforscher und Autor
- Ortwin Baier, (* 1958), Politiker (SPD) und ehem. Bürgermeister
- Josef Heynert (* 1976), Schauspieler, ist in Blankenfelde aufgewachsen

## Verkehr

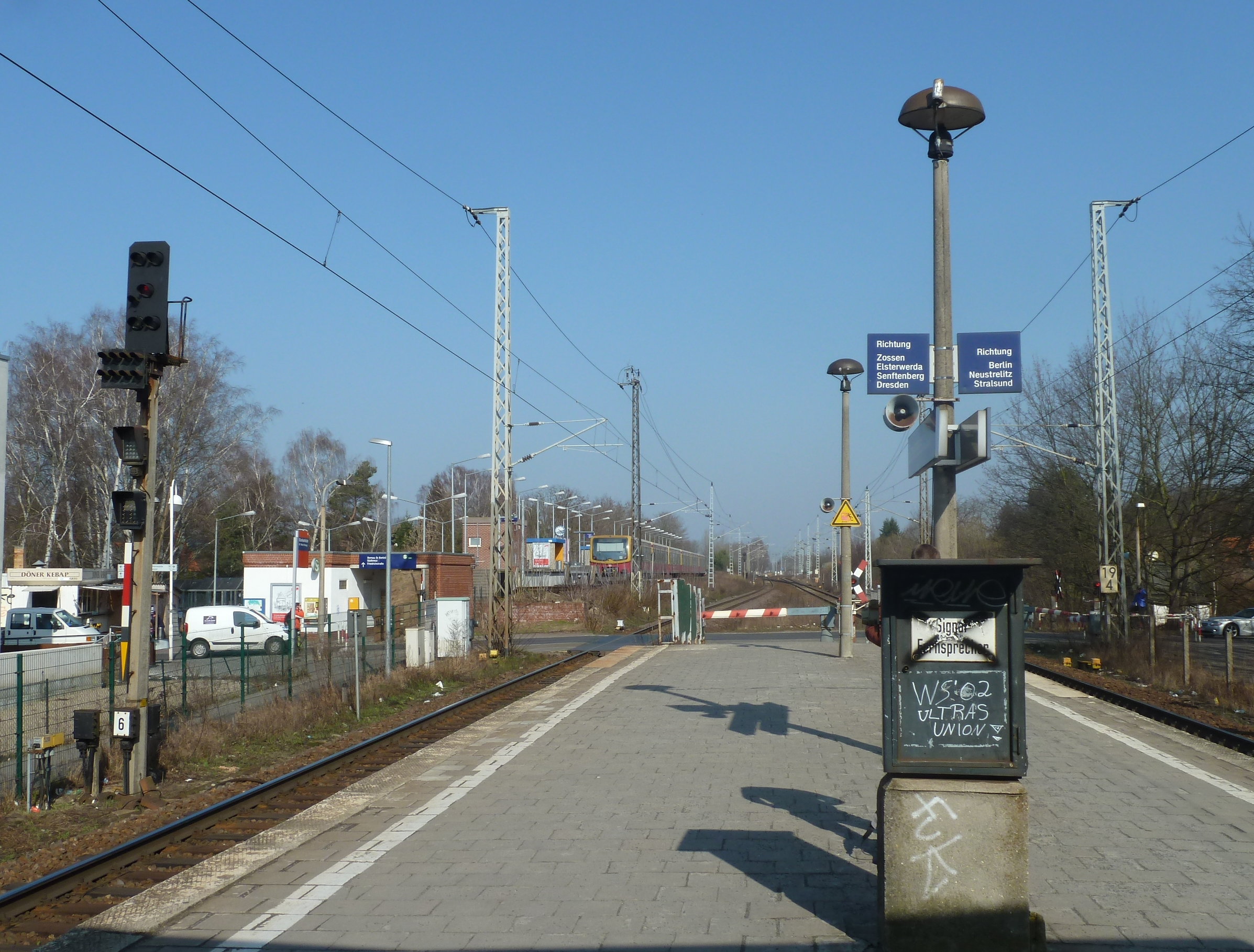
Bahnhof Blankenfelde

Blankenfelde ist über Glasow mit der östlich verlaufenden Bundesstraße 96 verbunden. Über sie besteht eine Verbindung zur südlich verlaufenden Bundesautobahn 10. Über die Landstraße 40 besteht eine Anbindung der Bundesstraße 101, wie auch der Bundesautobahn 115 in Potsdam.
Der Bahnhof Blankenfelde wird von zwei Regionalbahn-Linien und einer S-Bahn-Linie bedient. Das Busnetz ist sehr gut ausgebaut und ermöglicht Verbindungen zu zahlreichen Nachbarorten, wie Mahlow oder Dahlewitz. Der Busknotenpunkt liegt am Bahnhof Blankenfelde.